# ビリー・ジーン・キング・カップ

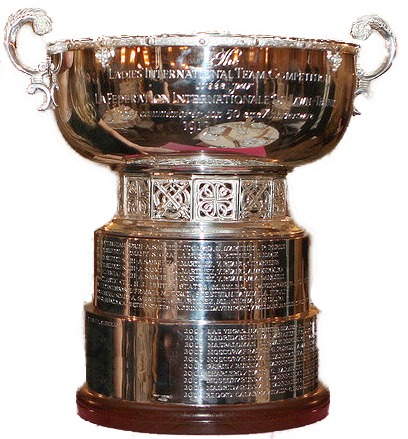
BJK杯

ビリー・ジーン・キング・カップ（Billie Jean King Cup, 略称BJKカップ）は、1963年から開催されている女子テニスの国別対抗戦である。男子のデビスカップに相当する。1963年の国際テニス連盟（International Tennis Federation）設立50周年を記念して、第1回大会が行われた。最初の名称は「連盟」の名前を取って「フェデレーション・カップ」（Federation Cup）といったが、1995年から「フェドカップ」に変更された。ITFは2020年9月に伝説的女子テニスプレーヤービリー・ジーン・キングを称えて現名称に変更 。ゲインブリッジ・ビリー・ジーン・キング・カップ（Billie Jean King Cup by Gainbridge ）として開催されている。

## 歴史
- 1976年から1982年まで、アメリカが大会7連覇を達成する。
- 1981年　フェデレーション・カップが初めて日本に誘致される。この時の会場は「多摩川園ラケットクラブ」だった。
- 1985年　フェデレーション・カップが2度目の日本誘致。この時は愛知県の「名古屋グリーンクラブ」で行われる。
- 1989年　フェデレーション・カップが3度目の日本誘致。この時は東京の有明コロシアムで行われた。アメリカ・チームが2年連続14度目の優勝を飾ったが、クリス・エバートの現役最後の試合がこのフェデレーション・カップであった。
- 1991年　この年のフェデレーション・カップで、当時の女子テニス界のトップ選手であった3名が各国の代表選手を辞退する。モニカ・セレシュ（ユーゴスラビア代表、当時最年少世界ランキング1位になったばかり）、ガブリエラ・サバティーニ（アルゼンチン代表、ソウル五輪銀メダリスト）、マルチナ・ナブラチロワ（アメリカ代表）の3選手に対して、国際テニス連盟は翌92年バルセロナ五輪の出場を禁止する措置を発表した。ここで重視された論点は「国の代表選手」としての役割である。オリンピック代表選手がこの役割を担う以上、自国の代表としてフェデレーション・カップへの出場を拒否する選手は、五輪代表にはふさわしくないのである。この年のフェデレーション・カップが今後の型となり、テニスにおけるオリンピック代表選手の選考資格に「フェドカップの代表選手であること」が必須事項の1つとなった。
- 1992年　ドイツ・チームが5年ぶり2度目の優勝。1990年10月3日に実現した東西ドイツ再統一により、この時は「統一ドイツ代表」となっていた。シュテフィ・グラフとアンケ・フーバーの2人を軸にして得た優勝だったが、これ以後ドイツはフェドカップの優勝から遠ざかっている。
- 1993年から1995年まで、スペイン・チームが大会3連覇を達成する。
- 1995年　この年から、男子国別対抗戦の「デビスカップ」に倣って、各国が前年度の成績に基づいて「グループ」に振り分けられる。日本チームは当時の最高位置である「ワールドグループ」8ヶ国に入った。
- 1996年　日本が「ワールドグループ」1回戦でドイツを3勝2敗で破り、初の準決勝に進出。準決勝ではアメリカに敗退。
- 2020年 この年からデ杯同様決勝大会が再度復活の予定だったが、新型コロナウイルス感染症の世界的流行の影響で決勝ラウンドは2021年に延期された (予選ラウンドは2020年に行われた)。

## 大会の流れ
- 1994年までは、資格のある32ヶ国が1箇所に集まってトーナメント方式で行っていたが、1995年から男子のデビスカップと同様のグループ方式になる。
- 大会は年一度開催される。
- 現在はワールドグループ（16ヶ国チームが所属）を頂点として、その下に3つの地域ゾーンがある。それぞれの地域ゾーン内はさらに6ヶ国～10ヶ国チームずつの構成でクラス分けがされていて、ワールドグループ所属チームを含めて95ヶ国（2007年現在）のチームが参加している。（構成の詳細はデビスカップの解説を参考）
- ワールドグループはIとIIに分かれている。大会ではグループIIの1回戦の勝者チームが次シーズンのグループIへの昇格を賭けてグループIの一回戦敗者チームとそれぞれ入れ替え戦に臨む。グループIの1回戦勝者チームはそのまま大会優勝を目指してトーナメントでの対抗戦を行う（2007年現在）。
- 各対戦は3セットマッチ制（試合の方法の詳細はテニスの記事を参照）の試合をシングルス4試合ダブルス1試合（1日目シングルス2試合、2日目シングルス2試合ダブルス1試合）の合計5試合で行われる。

### 大会フォーマット  (2020年大会より)
ワールドグループの対戦方式に大きな変更があり、1か所で1週間かけて「BJKカップ・ファイナルズ」として開催されることとなった。2020年は12か国（前年決勝進出国と開催地、ワイルドカード、予選勝ち上がりの8か国）が3か国ずつ4つのグループに分かれてラウンドロビン方式で対戦し、各グループ1位の4か国が準決勝に進み、以降はトーナメント方式となる。各国間の対戦はシングルス2試合・ダブルス1試合の計3試合となり、各試合は3セット・マッチで行われる。
2025年はフォーマットに再度変更がある。予選ラウンドをホーム＆アウェー方式から18ヵ国が3チームによる6グループ（開催地は各グループ内の出場国から選出）に別れての総当たり戦（シングルス2試合+ダブルス1試合）に変更し、各グループの勝者と前年の優勝国＆開催国がファイナルズ（中国・深圳／9月16～21日／室内ハードコート）に進出して優勝チームを決定する。なお、2026年以降の予選ラウンドは再度ホーム＆アウェー方式になる予定。

## 歴代優勝国
以下はこれまでの決勝戦の記録である。
| 年      | 優勝国               | スコア | 準優勝国             | 決勝会場 (サーフェス)                                | 都市                       |                    |
| ------- | -------------------- | ------ | -------------------- | ---------------------------------------------------- | -------------------------- | ------------------ |
| 1963    | アメリカ合衆国 (1)   | 2–1    | オーストラリア (1)   | クイーンズ・クラブ (G)                               | ロンドン                   |                    |
| 1964    | オーストラリア (1)   | 2–1    | アメリカ合衆国 (1)   | ジャーマンタウン・クリケット・クラブ (G)             | フィラデルフィア           |                    |
| 1965    | オーストラリア (2)   | 2–1    | アメリカ合衆国 (2)   | Kooyong Club (G)                                     | メルボルン                 |                    |
| 1966    | アメリカ合衆国 (2)   | 3–0    | 西ドイツ (1)         | Turin Press Sporting Club (C)                        | トリノ                     |                    |
| 1967    | アメリカ合衆国 (3)   | 2–0    | イギリス (1)         | Blau-Weiss T.C. (C)                                  | 西ベルリン                 |                    |
| 1968    | オーストラリア (3)   | 3–0    | オランダ (1)         | スタッド・ローラン・ギャロス (C)                     | パリ                       |                    |
| 1969    | アメリカ合衆国 (4)   | 2–1    | オーストラリア (2)   | Athens Tennis Club (C)                               | アテネ                     |                    |
| 1970    | オーストラリア (4)   | 3–0    | 西ドイツ (2)         | Freiburg T.C. (C)                                    | フライブルク               |                    |
| 1971    | オーストラリア (5)   | 3–0    | イギリス (2)         | Royal King's Park T.C. (G)                           | パース                     |                    |
| 1972    | 南アフリカ共和国 (1) | 2–1    | イギリス (3)         | Ellis Park (H)                                       | ヨハネスブルク             |                    |
| 1973    | オーストラリア (6)   | 3–0    | 南アフリカ共和国 (1) | Bad Homburg T.C. (C)                                 | バート・ホンブルク         |                    |
| 1974    | オーストラリア (7)   | 2–1    | アメリカ合衆国 (3)   | Naples T.C. (C)                                      | ナポリ                     |                    |
| 1975    | チェコスロバキア (1) | 3–0    | オーストラリア (3)   | Aixoise C.C. (C)                                     | エクス＝アン＝プロヴァンス |                    |
| 1976    | アメリカ合衆国 (5)   | 2–1    | オーストラリア (4)   | The Spectrum (ICp)                                   | フィラデルフィア           |                    |
| 1977    | アメリカ合衆国 (6)   | 2–1    | オーストラリア (5)   | Devonshire Park (G)                                  | イーストボーン             |                    |
| 1978    | アメリカ合衆国 (7)   | 2–1    | オーストラリア (6)   | クーヨン・クラブ (G)                                 | メルボルン                 |                    |
| 1979    | アメリカ合衆国 (8)   | 3–0    | オーストラリア (7)   | RSHE Club Campo (C)                                  | マドリード                 |                    |
| 1980    | アメリカ合衆国 (9)   | 3–0    | オーストラリア (8)   | Rot-Weiss Tennis Club (C)                            | 西ベルリン                 |                    |
| 1981    | アメリカ合衆国 (10)  | 3–0    | イギリス (4)         | 田園テニス倶楽部 (C)                                 | 東京                       |                    |
| 1982    | アメリカ合衆国 (11)  | 3–0    | 西ドイツ (3)         | Decathlon Club (H)                                   | サンタクララ               |                    |
| 1983    | チェコスロバキア (2) | 2–1    | 西ドイツ (4)         | Albisguetli T.C. (C)                                 | チューリッヒ               |                    |
| 1984    | チェコスロバキア (3) | 2–1    | オーストラリア (9)   | Pinheiros Sports Club (C)                            | サンパウロ                 |                    |
| 1985    | チェコスロバキア (4) | 2–1    | アメリカ合衆国 (4)   | 名古屋グリーンクラブ (H)                             | 名古屋                     |                    |
| 1986    | アメリカ合衆国 (12)  | 3–0    | チェコスロバキア (1) | Štvanice Stadium (C)                                 | プラハ                     |                    |
| 1987    | 西ドイツ (1)         | 2–1    | アメリカ合衆国 (5)   | Hollyburn C.C. (H)                                   | バンクーバー               |                    |
| 1988    | チェコスロバキア (5) | 2–1    | ソビエト連邦 (1)     | Flinders Park (H)                                    | メルボルン                 |                    |
| 1989    | アメリカ合衆国 (13)  | 3–0    | スペイン (1)         | 有明テニスの森公園(H)                                | 東京                       |                    |
| 1990    | アメリカ合衆国 (14)  | 2–1    | ソビエト連邦 (2)     | Peachtree W.O.T. (H)                                 | アトランタ                 |                    |
| 1991    | スペイン (1)         | 2–1    | アメリカ合衆国 (6)   | ノッティンガム・テニスセンター (H)                   | ノッティンガム             |                    |
| 1992    | ドイツ (2)           | 2–1    | スペイン (2)         | ヴァルトシュタディオンTC (C)                         | フランクフルト             |                    |
| 1993    | スペイン (2)         | 3–0    | オーストラリア (10)  | ヴァルトシュタディオンTC (C)                         | フランクフルト             |                    |
| 1994    | スペイン (3)         | 3–0    | アメリカ合衆国 (7)   | ヴァルトシュタディオンTC (C)                         | フランクフルト             |                    |
| 1995    | スペイン (4)         | 3–2    | アメリカ合衆国 (8)   | Valencia T.C. (C)                                    | バレンシア                 |                    |
| 1996    | アメリカ合衆国 (15)  | 5–0    | スペイン (3)         | アトランティックシティ・コンベンションセンター (ICp) | アトランティックシティ     |                    |
| 1997    | フランス (1)         | 4–1    | オランダ (2)         | Brabant Hall (ICp)                                   | スヘルトーヘンボス         |                    |
| 1998    | スペイン (5)         | 3–2    | スイス (1)           | Palexpo Hall (IH)                                    | ジュネーヴ                 |                    |
| 1999    | アメリカ合衆国 (16)  | 4–1    | ロシア (3)           | Taube Tennis Stadium (H)                             | スタンフォード             |                    |
| 2000    | アメリカ合衆国 (17)  | 5–0    | スペイン (4)         | マンダレイ・ベイ (ICp)                               | ラスベガス                 |                    |
| 2001    | ベルギー (1)         | 2–1    | ロシア (4)           | Parque Ferial Juan Carlos I (IC)                     | マドリード                 |                    |
| 2002    | スロバキア (1)       | 3–1    | スペイン (5)         | Palacio de Congresos (IH)                            | グラン・カナリア島         |                    |
| 2003    | フランス (2)         | 4–1    | アメリカ合衆国 (9)   | オリンピック・スタジアム (ICp)                       | モスクワ                   |                    |
| 2004    | ロシア (1)           | 3–2    | フランス (1)         | クリタツコエ・スポーツ・パレス (ICp)                 | モスクワ                   |                    |
| 2005    | ロシア (2)           | 3–2    | フランス (2)         | スタッド・ローラン・ギャロス (C)                     | パリ                       |                    |
| 2006    | イタリア (1)         | 3–2    | ベルギー (1)         | スピロウドーム (IH)                                  | シャルルロワ               |                    |
| 2007    | ロシア (3)           | 4–0    | イタリア (1)         | ルジニキ・スポーツ宮殿 (IH)                          | モスクワ                   |                    |
| 2008    | ロシア (4)           | 4–0    | スペイン (6)         | クラブ・デ・カンポ・ヴィラ・デ・マドリッド (C)       | マドリード                 |                    |
| 2009    | イタリア (2)         | 4–0    | アメリカ合衆国 (10)  | Circolo del Tennis (C)                               | レッジョ・ディ・カラブリア |                    |
| 2010    | イタリア (3)         | 3–1    | アメリカ合衆国 (11)  | サンディエゴ・スポーツ・アリーナ (IH)                | サンディエゴ               |                    |
| 2011    | チェコ (6)           | 3–2    | ロシア (5)           | オリンピック・スタジアム (IH)                        | モスクワ                   |                    |
| 2012    | チェコ (7)           | 3–1    | セルビア (1)         | O2 Arena (IH)                                        | プラハ                     |                    |
| 2013    | イタリア (4)         | 4–0    | ロシア (6)           | Tennis Club Cagliari (C)                             | カリャリ                   |                    |
| 2014    | チェコ (8)           | 3–1    | ドイツ (5)           | O2アリーナ (I)                                       | プラハ                     |                    |
| 2015    | チェコ (9)           | 3–2    | ロシア (7)           | O2アリーナ (I)                                       | プラハ                     |                    |
| 2016    | チェコ (10)          | 3–2    | フランス (3)         | Rhénus Sport (IH)                                    | ストラスブール             |                    |
| 2017    | アメリカ合衆国 (18)  | 3–2    | ベラルーシ (1)       | チジョウカ・アリーナ                                 | ミンスク                   |                    |
| 2018    | チェコ (11)          | 3–0    | アメリカ合衆国 (12)  | O2アリーナ (I)                                       | プラハ                     |                    |
| 2019    | フランス             | 3–2    | オーストラリア       | RACアリーナ                                          | パース                     |                    |
| 2020-21 | RTF (5)              | 2–0    | スイス               | O2アリーナ (I)                                       | プラハ                     |                    |
| 2022    | スイス (1)           | 2–0    | オーストラリア (12)  | エミレーツ・アリーナ (I)                             | グラスゴー                 |                    |
| 2023    | カナダ (1)           | 2–0    | イタリア (2)         | Estadio de La Cartuja (IH)                           | Sevilla                    |                    |
| 2024    | イタリア (5)         | 2–0    | スロバキア (1)       | Martin Carpena Arena (IH)                            | Málaga                     | Spain              |
| 2025    |                      | –      |                      | 深圳湾体育中心 (IH)                                  | 深圳市                     | 中華人民共和国の旗 |

## チーム成績
| 国                        | 優勝年 | 準優勝                                                                      |
| ------------------------- | --- | --------------------------------------------------------------------------- |
| アメリカ合衆国            | 1963, 1966, 1967, 1969, 1976, 1977, 1978, 1979, 1980, 1981, 1982, 1986, 1989, 1990, 1996, 1999, 2000, 2017 (18) | 1964, 1965, 1974, 1985, 1987, 1991, 1994, 1995, 2003, 2009, 2010, 2012 (12) |
| チェコスロバキア · チェコ | 1975, 1983, 1984, 1985, 1988, 2011, 2012, 2014 , 2015, 2016, 2018 (11)                                          | 1986 (1)                                                                    |
| オーストラリア            | 1964, 1965, 1968, 1970, 1971, 1973, 1974 (7)                                                                    | 1963, 1969, 1975, 1976, 1977, 1978, 1979, 1980, 1984, 1993,2019, 2022 (12)  |
| スペイン                  | 1991, 1993, 1994, 1995, 1998 (5)                                                                                | 1989, 1992, 1996, 2000, 2002, 2008 (6)                                      |
| ソビエト連邦 ロシア       | 2004, 2005, 2007, 2008, 2020-21 (5)                                                                             | 1988, 1990, 1999, 2001, 2011, 2013 (6)                                      |
| イタリア                  | 2006, 2009, 2010, 2013 (4)                                                                                      | 2007 , 2023 (2)                                                             |
| フランス                  | 1997, 2003, 2019 (3)                                                                                            | 2004, 2005, 2016 (3)                                                        |
| 西ドイツ ドイツ           | 1987, 1992 (2)                                                                                                  | 1966, 1970, 1982, 1983, 2014 (5)                                            |
| スイス                    | 2022(1) | 1998, 2020-21 (2)                                                           |
| 南アフリカ共和国          | 1972 (1) | 1973 (1)                                                                    |
| ベルギー                  | 2001 (1) | 2006 (1)                                                                    |
| スロバキア                | 2002 (1) | (0)                                                                         |
| カナダ                    | 2023 (1) | (0)                                                                         |
| イギリス                  | (0) | 1967, 1971, 1972, 1981 (4)                                                  |
| オランダ                  | (0) | 1968, 1997 (2)                                                              |
| セルビア                  | (0) | 2012 (1)                                                                    |
| ベラルーシ                | (0) | 2017 (1)                                                                    |